# 샘 스패로
새뮤얼 프랭클랜드 펄슨(영어: Samuel Frankland Falson, 1982년 11월 8일 ~ )는 샘 스패로(영어: Sam Sparro)라는 무대 이름으로 잘 알려진 오스트레일리아의 가수, 송라이터, 음반 프로듀서이다. 그는 영국 음반사 아일랜드 레코드와 계약한 후 발매한 2008년 싱글 "Black and Gold"로 잘 알려져 있다.